# Wilhelm Karl Petzold
Wilhelm Karl Petzold (* 8. Februar 1848 in Keutschen; † 24. Juli 1897 in Pouch) war ein deutscher Geograph und Botaniker. Petzold war Lehrer an der Oberrealschule in Braunschweig.

## Leben
Petzold wurde als Sohn eines Pfarrers geboren. Er besuchte die traditionsreiche Schule in Schulpforta. Schon mit 17 Jahren verlor er beide Elternteile. Petzold begann zunächst ein Studium der Theologie an der Universität Halle, das er aber 1870 wegen der Teilnahme am Deutsch-Französischen Krieg unterbrach. Er erlebte während des Feldzuges die Belagerung von Paris und das Gefecht bei Epiney. An die Hallesche Universität zurückgekehrt, studierte er nun Naturwissenschaften.
Als Lehrer der Naturwissenschaften war er zuerst am Gymnasium in Neubrandenburg tätig, später ging er an das Gymnasium im elsässischen Weißenburg. 1876 promovierte er an der Halleschen Universität mit der Dissertation Über die Vertheilung des Gerbstoffs in den Zweigen und Blättern unserer Holzgewächse zum Doktor der Naturwissenschaften. Für kurze Zeit studierte er nochmals an der Universität Halle Geographie unter anderem bei Alfred Kirchhoff. Nach dem Studium wurde Petzold 1880 an die Oberrealschule nach Braunschweig als Lehrer für Geographie berufen und ihm der Professorentitel verliehen. Das herzoglich braunschweigische Kultusministerium übertrug ihm außerdem die Leitung der Prüfungskommission für Kandidaten des höheren Schulamtes im Fach Geographie.
Petzold starb unerwartet am 24. Juli 1897, im Alter von 49 Jahren, an einem Herzinfarkt in Pouch. Er war seit 1880 mit Susanna, der Tochter des Halberstädter Dompredigers Lange, verheiratet. Das Paar hatte zwei Söhne. Die einzige Tochter starb bereits 1887.
Petzold war Autor zahlreicher Fachveröffentlichungen. Er war Mitautor und Rezensent für das Pädagogische Archiv. Der Monatsschrift für Erziehung, Unterricht und Wissenschaft, in der er unter anderen 1884 die Charakteristik eines auf den Abschlu8 nach sechs Jahren berechneten geographischen Lehrplans für die Realschule, 1887 Die Bedeutung des Griechischen für das Verständniss der Pflanzennamen und im gleichen Jahr die Die Stellung der Erdkunde in der neueren preußischen Prüfungsordnung für das Lehramt an höheren Schulen sowie 1892 Aufgaben und Fragen aus dem Gebiet der astronomischen Geographie veröffentlichte. 1891 erschien in zweiter Auflage der Leitfaden für den Unterricht in der astronomischen Geographie in zwei Teilen. Zusammen mit dem Geografen Richard Lehmann war er 1897 Herausgeber des Atlas für Mittel- und Oberklassen höherer Lehranstalten. Er schrieb einige Aufsätze über die Braunschweigische Landeskunde und gab die Bamberger Schulwandkarten neu heraus. Petzold war außerdem Mitarbeiter am Handbuch zu Andrees Allgemeinen Handatlas. Sein Botanisches Autorenkürzel lautete W.Petz.

## Veröffentlichungen (Auswahl)

### Autor
- Über die Vertheilung des Gerbstoffs in den Zweigen und Blättern unserer Holzgewächse. (Dissertationsschrift), Halle 1876.
- Botanische Notizen zur Flora von Mecklenburg. Neubrandenburg 1876.
- Verzeichniss der in der Umgegend von Weissenburg im Elsass wildwachsenden und häufiger cultivierten Gefässpflanzen. Weißenburg 1879.
- Die Bedeutung des Griechischen für das Verständniss der Pflanzennamen. Braunschweig 1886.
- Die Massenerzeugung von Samen in der Pflanzenwelt. Arnstadt 1887.
- Volkstümliche Pflanzennamen aus dem nördlichen Teile von Braunschweig. Arnstadt 1890.
- Leitfaden für den Unterricht in der astronomischen Geographie. 2 Teile, Bielefeld / Leipzig 1891–1892.
- Fragen und Aufgaben (mit Lösungen) aus dem Gebiete der astronomischen Geographie. Bielefeld 1892.

### Herausgeber
- Verzeichnis der auf die Landeskunde des Herzogthums Braunschweig bezüglichen Literatur. Braunschweig 1886.
- Atlas für Mittel- und Oberklassen höherer Lehranstalten. mit Richard Lehmann, Bielefeld / Leipzig 1897.
- Atlas für die unteren Klassen höherer Lehranstalten. mit Richard Lehmann, Bielefeld 1899.